# Kim Robertson
Kim Robertson (Nueva Zelanda, 10 de marzo de 1957) es una atleta neozelandesa retirada especializada en la prueba de 200 m, en la que consiguió ser subcampeona mundial en pista cubierta en 1985.

## Carrera deportiva
En los Juegos Mundiales en Pista Cubierta de 1985 ganó la medalla de plata en los 200 metros, con un tiempo de 23.69 segundos que fue récord nacional, tras la alemana Marita Koch (oro con 23.09 segundos) y la francesa Marie-Christine Cazier (plata).